# Carl Brooks
Carl Brooks is een Brits waterskiër.

## Levensloop
Brooks werd in 2006 Europees kampioen in de Formule 1 van het waterski racing.

## Palmares
- Europees kampioenschap: 2006